# Dansk Melodi Grand Prix 2017
Det danske Melodi Grand Prix 2017 var den 47. udgave af Dansk Melodi Grand Prix, en årligt tilbagevendende sangkonkurrence afholdt siden 1957 af Danmarks Radio (DR). Konkurrencens formål var at finde den sang, der skulle repræsentere Danmark ved Eurovision Song Contest 2017 i Ukraine. Vinderen af konkurrencen blev dansk-australske Anja Nissen med sangen "Where I Am", skrevet af Angel Tupai, Michael D’Arcy og sangeren selv. Anja Nissen vandt med stor afstand ned til andenpladsen, der var Ida Una med sangen "One". 
Arrangementet blev afviklet 25. februar 2017 i Jyske Bank Boxen i Herning med Annette Heick og Johannes Nymark som værter.
Brødrene Olsen var hovednavnet i pauseunderholdningen, der havde fokus på 60-års jubilæet for det første danske Melodi Grand Prix.
‘Where I Am’ endte på en 20. Plads i finalen ved Eurovision Song Contest.

## Deltagere
Da fristen for at indsende bidrag til Melodi Grand Prix 2017 udløb 5. september 2016, havde DR modtaget 1.115 sange, hvilket var det højeste antal bidrag, der nogensinde var blevet indsendt til konkurrencen. Fem af de ti deltagende sange blev udvalgt af musikproducerne Cutfather og Jonas Schrøder; de fem øvrige sange blev udvalgt af et 50 mand stort bedømmelsesudvalg bestående af fagfolk fra musikbranchen, medlemmer af MelodiGrandPrixFans.dk og et repræsentativt udvalg af tv-seere.
De 10 finalister blev afsløret 19. januar 2017 på et pressemøde i DR Koncerthuset. Selve sangene blev udgivet på alle digitale tjenester 20. februar 2017.
| Nr. | Solist(er)      | Sang               | Komponist / tekstforfatter                                                                                     | Note          |
| --- | --------------- | ------------------ | --- | ------------- |
| 1   | Ida Una         | "One"              | Peter Bjørnskov, Lene Dissing                                                                                  | Superfinalist |
| 2   | Thomas Ring     | "Vesterbro"        | Thomas Ring |               |
| 3   | Rikke Skytte    | "Color My World"   | Mads Løkkegaard, Joël Pagiël MacDonald, Mohamed Alitou, Laura Kloos                                            |               |
| 4   | Anja            | "Where I Am"       | Anja Nissen, Angel Tupai, Michael D’Arcy                                                                       | Superfinalist |
| 5   | Calling Mercury | "Big Little Lies"  | Thomas Sardorf, Rune Braager, Martin Luke Brown                                                                |               |
| 6   | Anthony         | "Smoke in My Eyes" | Kim Nowak-Zorde, Kasper Larsen, Hans Petersen, Ollie Marland, Phil Plested                                     |               |
| 7   | René Machon     | "Warriors"         | Astrid Cordes, Alexander Grandjean, Hans Petersen, Lars Andersen                                               |               |
| 8   | Sada Vidoo      | "Northern Lights"  | Christoffer Lauridsen, Andreas Öhrn, Alessandra Günthardt                                                      |               |
| 9   | Jeanette Bonde  | "Hurricane"        | Jeanette Bonde, Alexander Grandjean, Jeppe Pilgaard Ulrichsen, Nermin Harambasic                               |               |
| 10  | Johanna Beijbom | "A.S.A.P."         | Peter Wallevik, Daniel Heløy Davidsen, Patrick Devine, Dimitri Stassos, Freja Jonsson Blomberg, Christian Fast | Superfinalist |

Anja Nissen og René Machon havde begge deltaget i Dansk Melodi Grand Prix ved tidligere lejligheder: Anja Nissen i 2016, René Machon i 2015.

## Afstemning
Vinderen af Dansk Melodi Grand Prix 2017 blev fundet gennem to afstemningsrunder. I første runde stemte seerne og en ekspertjury på alle ti sange. Tre sange gik herefter videre til superfinalen, hvor seerne og ekspertjuryen endeligt afgjorde, hvilken af de tre sange der skulle repræsentere Danmark ved Eurovision Song Contest 2017.
Ekspertjuryen bestod af fem danske fans af Eurovision Song Contest: Mogens Dalsgaard Myklebust, Mette Thorning Svendsen, Peter Hansen, Morten Kaiser og Søren Toft.
Seerstemmerne og ekspertjuryens stemmer vægtede hver 50 % i begge afstemningsrunder.

### Superfinale
| Nr. | Kunster(e)      | Sang         | Procent | Placering |
| --- | --------------- | ------------ | ------- | --------- |
| 1   | Ida Una         | "One"        | 26 %    | 2         |
| 4   | Anja            | "Where I Am" | 64 %    | 1         |
| 10  | Johanna Beijbom | "A.S.A.P."   | 10 %    | 3         |